# Pierre-Mathieu Tristani
Pierre-Mathieu Tristani, francoski general, * 16. december 1891, † 4. marec 1943.